# 水酸化ナトリウム
水酸化ナトリウム（すいさんかナトリウム、英: sodium hydroxide）は化学式 NaOH で表される無機化合物で、ナトリウムの水酸化物であり、常温常圧ではナトリウムイオンと水酸化物イオンからなるイオン結晶である。苛性ソーダ（かせいソーダ、英: caustic soda）と呼ばれることも多い。
強塩基（アルカリ）として広汎かつ大規模に用いられ、工業的に非常に重要な基礎化学品の1つである。毒物及び劇物取締法により原体および5 %を超える製剤が劇物に指定されている。

## 性質
常温では無色無臭の固体。試薬としては白色の球粒状やフレーク状であるものが多い。融点 591 K(317.85℃)、沸点 1661 K(1387.85℃)、密度 2.13 g cm−3。潮解性が強く、空気中に放置すると徐々に吸湿して溶液状となる。
水に易溶（20 °C での溶解度は 1110 g L−1）。水中で完全に電離し水酸化物イオンを放出するため、強いアルカリ性を示す。また、水に溶かす際に激しく発熱し (溶解熱は 44.5 kJ mol−1)、その水和および溶解エンタルピー変化は以下の通りである。水溶液を濃縮すると一水和物 NaOH・H2O が析出する。
{\displaystyle {\ce {NaOH (s) + H2O (l) <=> NaOH . H2O (s) ,}}} {\displaystyle \Delta H^{\circ }=-23.10{\mbox{kJ mol}}^{-1}}
{\displaystyle {\ce {NaOH (s) <=> Na^+ (aq) + OH^- (aq) ,}}} {\displaystyle \ \Delta H^{\circ }=-44.51{\mbox{kJ mol}}^{-1}}
二酸化炭素を吸収する能力が強く、水溶液は実験室においてその吸収剤として用いられる。
{\displaystyle {\ce {2 NaOH + CO2 -> Na2CO3 + H2O}}}
市販の製品は多少の炭酸ナトリウムを含んでいる（空気中の二酸化炭素と反応して表面に生成されるものも含む）が、50 % (d = 1.52 g cm−3, 19 mol dm−3) 程度の濃厚水溶液では、炭酸ナトリウムはほぼ完全に沈殿しこれを含まない水溶液の調製が可能となるため、分析化学において中和滴定などに用いられる。
工業用にはフレーク状やビーズ状のものもあるが、通常まとまって使用する場面では 48 % 水溶液（工場出荷時の質量%）が流通しており、凝固点約 10 °C、沸点約 138 °C。性状は無色透明からやや灰色。密度は約 1.5 g cm−3。固体および水溶液ともに空気中の二酸化炭素を吸収し炭酸ナトリウムを生じるため、密栓して保存する必要がある。ガラスを徐々に侵しケイ酸ナトリウムを生じて固着するため、ガラス瓶、特にすり合わせの栓は使用しない。
また、両性元素であるアルミニウムと反応してアルミン酸ナトリウム水溶液を生成し水素を発生する。その他、亜鉛およびガリウムなどもアルミニウムより反応性は低いが濃水酸化ナトリウム水溶液と徐々に反応する。
{\displaystyle {\ce {2 NaOH + 2Al + 6H2O -> 2Na[Al(OH)_4] + 3H2}}}
なお、強いアルカリはタンパク質のアミド結合（ペプチド結合）や油脂のエステル結合を加水分解するので、生体組織を腐食する。これが苛性ソーダという名称の由来とされる。身体に付着すると化学熱傷を起こすので、付着した場合は即座に多量の水でよく洗い流すべきである。特に目に入った際は、流水で10分以上洗い流し、即座に医師の手当てを受けるべきである。

## 製法
- 水酸化カルシウム（消石灰）と炭酸ナトリウムの複分解反応（2つの水溶液を混ぜる)。実験室ではこの方法が使いやすい。

{\displaystyle {\ce {Ca(OH)2 + Na2CO3 -> 2NaOH + CaCO3 (s)}}}
- 塩化ナトリウム水溶液の電気分解によって得られる。

{\displaystyle {\ce {2NaCl + 2H2O -> Cl2 + H2 + 2NaOH}}}
陰極 {\displaystyle {\ce {2H2O{}+2{\mathit {e}}^{-}->H2{}+2OH^{-}}}}
陽極 {\displaystyle {\ce {2Cl^{-}->Cl2{}+2{\mathit {e}}^{-}}}}

水酸化ナトリウムを製造する大規模な工業はソーダ工業と呼ばれる。尤も現在では水酸化ナトリウム（苛性ソーダ）より同時に製造される塩素の需要の方が大きい。
工業的には塩化ナトリウムを原料として、イオン交換と電気分解とを併用するイオン交換膜法によって製造する。さらに、水素を副生せずイオン交換膜法より消費電力の少ないガス拡散電極法も、2013年より東亞合成徳島工場を皮きりに商業運転が始まっている。いずれの場合でも、塩素と水酸化ナトリウムのどちらか一方だけを選択的に得ることはできない。なお、歴史的にはイオン交換膜法以外に、水銀法や隔膜法が利用されてきた。日本国内では水俣病発生以降、水銀法が規制されて隔膜法が主流になり、その後、全量がイオン交換膜法によって製造されるようになった。

## 用途
基礎工業薬品のひとつとして多様な方面で用いられる。水酸化ナトリウムの2016年度日本国内生産量は 3,860,717 t、消費量は 931,459 t である。2001年時点の世界生産量は4218万tであり、アメリカが1/4強と首位を占めた。これに中国、日本を加えた3カ国で全生産量の過半数を占める。
代表的な用途としては、単純なアルカリとして上水道・下水道や工業廃水の中和剤とされるほか、ボーキサイトからアルミニウムの原料であるアルミナ（酸化アルミニウム）を取り出すのにも使用される。パン、スナック菓子のプレッツェルの生地を水溶液に浸けて、表面のつや出しと食感改善にも利用されている。ただし、高温 (170 °C 前後) で焼かれるため、炭酸ナトリウムに変化し製品には残らない。
鹸化作用を利用する最も基礎的な薬品である。ほとんどの場合、固形石鹸の製造には水酸化ナトリウムが用いられる。石鹸ベースの洗剤の製造にも使われることがあるが、こちらは水酸化カリウムを用いる液体石鹸がベースの製品が多い。家庭で天ぷら油の廃油などを利用した手作り石鹸を制作する際にも欠かせない薬品で、薬局等にて印鑑と身分証明書があれば購入可能であるが、水酸化ナトリウムは大変危険な薬品であることを決して忘れてはならない。強力な塩基性の薬品であるとともに、水和熱が大きいことから思わぬ爆発的反応を起こす事があり（例えばフレークの苛性ソーダに水をかけると急激に発熱し突沸する）、不慮の事故につながりかねない。
水酸化ナトリウムそのものの強力な脱脂作用や強塩基性の溶解能力を利用して直接洗浄剤として用いられることもあり、市販の排水管クリーナーは水酸化ナトリウムを主剤としたものが多い。またこれに加えて苛性カリ(水酸化カリウム)や界面活性剤を加え洗浄力を強化した製品も販売されている。こちらは主に業務用で、空調業界やクリーニング業で使用される。また、油分と反応して鹸化する特性を利用して、めっき工場などでの脱脂処理として利用されることもある。
製紙工業においては、パルプ製造の際、原料の木材中のリグニンを溶解するための蒸解工程で硫化ナトリウムとともに多量に消費される。
学校教育の現場で、葉の葉脈を取り出す実験を行う際の水溶液として利用されることがある。葉を水酸化ナトリウムの水溶液に浸して加熱したあと、葉肉を歯ブラシなどで除去し、葉脈を取り出す。また、水の電気分解の実験の際に水に電気を通しやすくするために水に水酸化ナトリウム水溶液を溶かすこともある。
過去にラーメンのコシを出すために使われているかんすいの代用品として使われていた時期もあったが、現在は、食品衛生法により、食品添加物としての使用は条件が付けられている。製造用剤としては許されるが、最終食品の完成前に中和又は除去する必要がある。

## 危険性

### 生体への危険性
水酸化ナトリウムの人体に対する有害性は主に強アルカリ性に起因する腐食性によるものであり、腐食性を示す限界濃度は2%と考えられている。OECDテストガイドライン435に従ったin vitro膜バリア試験法では破綻時間13.16分という結果が得られており、GHS分類における皮膚腐食性は区分1に分類される。溶液では短時間の接触でもII度またはIII度の熱傷を引き起こし、動物実験においてもウサギに対する5%溶液の皮膚への塗布で4時間後に重度の壊死の発生、ブタに対する8%溶液の塗布で15分以内に水泡が生じ24%溶液では皮下組織に達する壊死が生じるなどの試験結果が報告されている。また、OECDテストガイドライン405に従ったウサギに対するin vivo眼安全性試験において水酸化ナトリウムの2%溶液で中程度の角膜の損傷が観測されている。ヒトに対しては高濃度の粉塵や溶液が眼に入ったことによる重篤な眼の損傷や失明の事例が多く報告されており、GHS分類における眼に対する重篤な損傷・眼刺激性は区分1に分類される。水酸化ナトリウムは固形では口に入った時点で口内粘膜の損傷が起こるため飲み込んでしまう事は起りにくいが、水溶液は無味無臭のため高濃度溶液の誤飲によって口腔や食道、上部消化管の損傷や重度の腐食が引き起こされ、上部消化管の壊死による死亡例も見られる。また粉塵やミストの吸入によって呼吸器の粘膜の刺激や重篤になると肺水腫などの症状が引き起こされる。アメリカ合衆国労働安全衛生研究所は脱出限界濃度を10mg/m3としており、2から8mg/m3の濃度環境下での職業的曝露によって呼吸器に炎症が生じる恐れがあるとしている。
水酸化ナトリウムの無有害作用量は1mg/m3とされており、日本産業衛生学会は最大許容濃度を2mg/m3、アメリカ産業衛生専門家会議も曝露上限値を2mg/m3としている。このような濃度範囲における水酸化ナトリウムの曝露で吸入されるナトリウム量はヒトが食品から摂取する量と比較して極めて微量であり、また経皮的な接触においても水酸化ナトリウムの体内への吸収は非常に少ないと考えられているため、通常の取り扱いにおいて水酸化ナトリウムへの曝露が血中のナトリウム濃度やpHに影響を与えることは無いと考えられている。
水生生物への急性毒性としてはネコゼミジンコに対する48時間LC50=40mg/Lという試験データがある。これは水酸化ナトリウムによって水がアルカリ性となることが毒性を示す原因と考えられており、河川等に多量の水酸化ナトリウムが流出することによる魚類の斃死事故も起きている。
水酸化ナトリウムの多くは、電解ソーダ法により製造される。日本では1915年（大正4年）頃から工業的な製造が始まったが、当時は、同時に生成される塩素や公害対策そのものの知見が少なかったために、水酸化ナトリウムの製造工場の労働者や付近の住民に塩素中毒患者が発生した。

### 物理的危険性
水酸化ナトリウム自身は不燃性であるものの、溶解熱が大きいため水酸化ナトリウムを水に溶解させる際に沸点を越えて発熱し高温の高アルカリ溶液を飛散させる危険があり、さらにこの高温の蒸気や飛沫によって周囲の可燃性物質が発火する恐れがある。また、湿潤空気中でアルミニウムや亜鉛などの両性金属と反応して爆発性の水素ガスを発生させる。その他、アセトアルデヒドやアクロレインなどの重合性化合物に対して触媒的に働くため、偶発的な接触により激しく反応して高温となり予期せぬ事故が発生する危険性がある。

### 規制
水酸化ナトリウムは国際輸送においてクラス8腐食性物質の危険物として規制されており、固体のものには国連番号1823、水溶液には国連番号1824が割り振られている。また、日本においては毒物及び劇物取締法によって劇物に指定されており、さらに毒物及び劇物指定令で水酸化ナトリウムを含む製剤も含有率5%以下のものを除き劇物となっている。その他、水質汚濁防止法施行令によって指定物質とされており、事故などによって公共水域に流出した際には届出することが義務となっている。アメリカにおいても包括的環境対処・補償・責任法（スーパーファンド法）における有害物質に指定されており、その報告基準量は1000ポンドとなっている。